# Ola Månsson

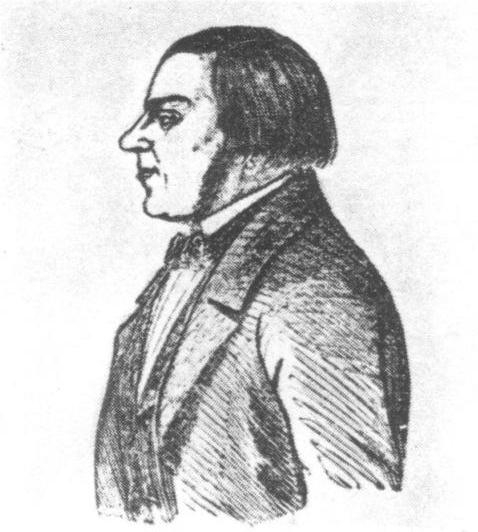
Ola Månsson in 1850.

Ola Månsson (spreek uit: moon-son) (Smedstorp, 12 mei 1808 - Little Falls (Minnesota), 14 oktober 1893) was een Zweeds politicus en bankier die in 1860 naar de Verenigde Staten emigreerde. Daar nam hij de naam August Lindbergh aan.
Hij was de zoon van Måns Jönsson (1769-1814), een kleermaker, en Sara Carlsdotter. Hij trouwde met Ingar Jönsdotter en kreeg met haar zeven kinderen. In 1847 werd hij verkozen als vertegenwoordiger voor de landbouwers in de Zweedse Rijksdag. Bovendien was hij een persoonlijke vriend van de latere Zweedse koning Karel XV.

## Amerika
Ola Månsson werd in 1859 als bankier van geldverduistering en oplichting verdacht. Bovendien had hij een buitenechtelijk kind met de 30 jaar jongere Lovisa Jansdotter Carlén. Daarop verliet zijn vrouw en kinderen in Zweden, veranderde zijn naam in Lindbergh en trok met zijn minnares naar Amerika. Ze vestigden zich in Melrose in Minnesota. Samen hadden ze al één zoon Charles August Lindbergh, die later de vader werd van Charles Lindbergh. Ze kregen in Amerika nog zes kinderen.
In 1862 volgden twee zonen uit zijn eerste huwelijk hun vader. Hij had namelijk een arm verloren in een zagerij en zij kwamen op die manier hem te hulp. Na zijn naturalisatie (1870) was August Lindbergh eerst actief in het plaatselijke bestuur van Melrose. Later werd hij vrederechter en bekleedde ook de plaats van postmeester. Zijn eerste vrouw overleed in 1864, zijn jongere vrouw, met wie hij pas in 1885 trouwde, overleed in 1921.